# Because of a Woman
Because of a Woman er en amerikansk stumfilm fra 1917 af Jack Conway.

## Medvirkende
- Jack Livingston som Noel Clavering.
- Belle Bennett som Valerie.
- George Chesebro som Allan Barrett.
- Louella Maxam som Muriel Gwynne.
- Lillian Langdon som Luela Malvern.